# La polizia è al servizio del cittadino?
La polizia è al servizio del cittadino? è un film del 1973 diretto da Romolo Guerrieri.

## Trama
Genova. In seguito alla brutale uccisione di un tale Albini, avvenuta al porto, le indagini del Commissario Nicola Sironi, separato dalla moglie e inviso al figlio, giovane militante della Sinistra extraparlamentare, inducono alla scoperta di un racket mafioso che regola i prezzi nei mercati all'ingrosso del capoluogo ligure, taglieggiando ed intimidendo i venditori al dettaglio.
Sironi entra in contatto con Pino Mancinelli, una sua vecchia conoscenza, che si occupa di prostituzione e che mostra reticenza alle domande del commissario, per timore di ritorsioni. Convocato in Questura con altri sospettati, Mancinelli viene tratto in inganno da Sironi, facendo credere agli altri presenti che egli stia collaborando. Le informazioni sono fornite da un vecchio scassinatore soprannominato "il barone", parlando di una banda capeggiata da un tale Scalise, che attirano in una trappola ed eliminano Mancinelli, lanciandolo da una finestra.
Scalise, con il quale Sironi ha un duro faccia a faccia ai magazzini generali, diviene a suo tempo bersaglio dei vertici dell'organizzazione criminale, per essere brutalmente giustiziato da dei sicari, per timore che egli possa farne i nomi. Drammatica e significativa è la scena in cui il suo cadavere viene calato nell'acqua bollente e poi "esposto" a testa in giù assieme ai maiali.
Prossima vittima un negoziante che oppostosi al racket, denunciando gli estorsori. Sironi viene a scoprire che il capo della mafia portuale è un insospettabile industriale e proprietario di giornali, l'ingegner Pier Paolo Brera, ma l'operato del commissario è vanificato dall'omertà, dalla sistematica eliminazione dei probabili testimoni, dalla corruzione di alcuni poliziotti tra i quali il suo vice Martino, nonché dall'ignavia dei suoi superiori, preoccupati della loro posizione.
Martino tenta di riscattarsi tendendo una trappola al capo del racket, registrando una sua telefonata compromettente, ma verrà ucciso a sua volta. Nel frattempo qualcuno provvede negli uffici della polizia a far sparire i nastri che avrebbero incastrato Brera.
Sironi, impossibilitato ad agire e posto davanti all'alternativa tra dimissioni e trasferimento, decide di farsi giustizia da solo, sequestrando il boss e facendolo travolgere da un treno in corsa.

## Produzione
La colonna sonora del film è opera del maestro Luis Bacalov, già autore della colonna sonora di Milano calibro 9, dell'anno precedente.

## Distribuzione
Distribuito nei cinema italiani il 25 agosto 1973, il film ha incassato oltre un miliardo di lire dell'epoca.